# دروازه شیخ‌جلال
دروازهٔ شیخ‌جلال (به تاجیکی: дарвозаи шаих ҷалол به‌ازبکی: Shayx Jalol darvozasi) یک دروازه-دژ است که در جای اصلی‌اش در بخارا (ازبکستان) بازسازی شده‌است.
در نیمهٔ نخست سدهٔ شانزدهم، به هزینه و به دستور عبدالعزیزخان فرمانروای شیبانیان، در شهری که آن زمان یکی از پایتخت‌های خانات بخارا بود همراه با حوض، گلدسته و مسجدی (که شوربختانه تا امروز بجا نمانده) به افتخار یک آموزگار و پیر تصوف ساخته شد. این یکی از دروازه‌های کهن شهر شمرده می‌شد، زیرا تنها دروازه‌ای بود که بازمانده‌های پوشش نخستین آذین‌های موزاییکی را توانسته‌بود نگه دارد. این دروازه راهی بود به پیرامون شهر بخارا. رفت‌وآمد از راه این دروازه کمابیش سبک بوده‌است. این سازه هنگام فرمانروایی شوروی، در سال ۱۹۶۸ نابود شد.
همچنین یکی از ۴ دروازه‌ای‌ست که پس از ویرانی، با همان ساختار و ریختار پیشین در سال ۲۰۰۸ یا ۲۰۰۹ یا ۲۰۱۲ بازسازی شده‌است.

## پيوند به بيرون
- عكس‌هائي از دروازه شيخ‌جلال